# 鲁诗雨
鲁诗雨（1999年2月3日—），中国女子赛艇运动员，2016年亚洲赛艇锦标赛女子四人双桨金牌得主、2017年亚洲赛艇锦标赛女子双人单桨无舵手金牌得主、2022年亚洲运动会女子双人双桨金牌得主。